# Paraus
Per la casta singalesa dels paraves, vegeu Parava
Paraves és un clade de dinosaures teròpodes maniraptors, que es van originar en el Juràssic mitjà (fa aproximadament 167 milions d'anys, durant el Batonià) i continuà fins al present en la forma de les aus, tenint una distribució mundial.

## Història
Paraves va ser creat i definit per Paul Sereno, en 1997 i 1998 respectivament. És un clade troncal que inclou a tots els teròpodes propers a les aus, a aquestes però exclou als oviraptorosaures.

## Sistemàtica
Paraves és el clade més inclusiu que conté Passer domesticus (Linnaeus, 1758) però no Oviraptor philoceratops (Osborn, 1924). Correspon a tots els maniraptors més emparentats amb les aus que amb Oviraptor.